# Spvg Remscheid 07
Die Spvg Remscheid 07 (offiziell: 1. Spielvereinigung 07 Remscheid e.V.) ist ein Sportverein aus Remscheid. Die erste Fußballmannschaft spielte ein Jahr in der höchsten niederrheinischen Amateurliga.

## Geschichte
Der Verein wurde im Jahre 1907 gegründet und spielte in den 1920er Jahren in der zweithöchsten Spielklasse. Nach Kriegsende gehörte die Mannschaft 1946 zu den Gründungsmitgliedern der seinerzeit erstklassigen Bezirksliga Berg/Mark, aus der die prompt abstiegen. Im Jahre 1954 ging es hinunter in die Kreisklasse, wo der sofortige Wiederaufstieg gelang. 1957 schafften die Remscheider den Aufstieg in die Landesliga, mussten aber nach einem Jahr wieder runter in die Bezirksklasse.
Im Jahre 1961 gelang der Wiederaufstieg in die Landesliga. Zwei Jahre später gelang der Klassenerhalt erst nach einem Entscheidungsspielmarathon. Vier Mannschaften waren punktgleich und mussten drei Absteiger ermitteln. Nach der ersten Entscheidungsspielrunde stand Viktoria Düsseldorf als Absteiger fest, während die anderen drei Mannschaften punktgleich waren. Es wurde eine neue Runde angesetzt, bei der der VfR Wipperfürth als Absteiger ermittelt wurde. Die Entscheidung fiel erst nach dem 2:0-Sieg der Remscheider über den SV Wermelskirchen am 25. August 1963.
Die Mannschaft konnte sich in den folgenden Jahren in der Landesliga etablieren und wurde 1964 und 1970 jeweils Sechster. Dann ging es 1971 runter in die Bezirksklasse, wo der direkte Wiederaufstieg gelang. Im Jahre 1975 ging es erneut runter in die Bezirksklasse. Ein letztes Landesligagastspiel gaben die Remscheider in der Saison 1996/97, bevor sich die Remscheider nach mehreren Bezirksligajahren im Jahre 2004 in die Kreisliga A verabschiedeten, wo die Mannschaft noch heute spielt.